# Faits l'un pour l'autre
Pour plus de détails, voir Fiche technique et Distribution.
Faits l’un pour l’autre (Made for Each Other) est un film américain réalisé par Robert B. Bean et sorti en 1971.

## Synopsis
Pandora et Giggy participent à une thérapie de groupe. La timorée et le bonimenteur, que tout semble séparer, tombent réciproquement amoureux et créent l’évènement qui va perturber leur entourage…

## Thèmes et contexte
Écrite spécialement pour le grand écran par Renée Taylor et Joseph Bologna, acteurs et dramaturges à Broadway, cette comédie connut un vif succès aux États-Unis, mais n’eut pas un grand retentissement en France sans doute dû au fait que têtes d’affiche et réalisateur étaient inconnus du grand public. Bien que le scénario ne soit pas une innovation (deux individus apparemment incompatibles qui s’éprennent l’un de l’autre), c’est la thérapie de groupe en vogue dans les seventies, méthode tentant de soulager nos maux psychiques occidentaux, qui, sans forcer le trait des protagonistes, provoque le rire du spectateur surpris de retrouver ses petites peurs face à la différence. Ce film peut être vu comme une version comique de Minnie et Moskowitz, une comédie dramatique de John Cassavetes sortie la même année, où Gena Rowlands (Minnie) et Seymour Cassel (Moskowitz) sont entravés par leurs préjugés socio-culturels.[réf. nécessaire]

## Fiche technique
- Titre : Faits l’un pour l’autre
- Titre original : Made for Each Other
- Réalisation : Robert B. Bean
- Scénario : Joseph Bologna et Renée Taylor
- Musique : Trade Martin
- Direction de la photographie : William Storz
- Décors : Robert Ramsey
- Costumes : Elaine Mangel
- Montage : Sonny Mele
- Pays de production :  États-Unis
- Langue de tournage : anglais
- Période de tournage : 27 avril à mi-juin 1971
- Studios : F&B Ceco (Camera Equipment Company) Studios à New York
- Producteur : Roy Townshend
- Société de production : Wylde Films
- Société de distribution : Twentieth Century Fox
- Budget : 865 000 $
- Format : noir et blanc et couleur par DeLuxe — 1.85:1 — son monophonique — 35 mm
- Genre : comédie
- Durée : 100 min
- Dates de sortie :
  - décembre 1971 (États-Unis)
  - 17 septembre 1975 (France)

## Distribution
- Renée Taylor : Pandora Gold
- Joseph Bologna : Giggy Pimimba
- Paul Sorvino : le père de Giggy
- Olympia Dukakis : la mère de Giggy
- Helen Verbit : la mère de Pandora
- Louis Zorich : le père de Pandora
- Norman Shelly : le docteur Furro
- Candice Azzara : Sheila
- Despo Diamantidou, Peggy Pope : participantes à la thérapie

## Distinction
- Writers Guild of America 1972 : Joseph Bologna et Renée Taylor nommés pour le « Prix du meilleur scénario de comédie cinématographique. »

## Autour du film
- Renée Taylor a déclaré, en 1985, au Los Angeles Daily News, que c'est le film préféré de Woody Allen qui lui a dit, lorsqu'il a tourné Annie Hall (1977) : « C'est mon Faits l'un pour l'autre à moi. »[3]